# Friso (geometria)
Um friso, no contexto de geometria, é uma figura que se repete ilimitadamente, por translação numa única direção, normalmente horizontal, contudo o mesmo friso pode ter diferentes tipos de simetria...  Visualmente os frisos podem parecer-nos diferentes, devido aos motivos, cores, formas e padrões utilizados, no entanto em matemática consideram-se apenas sete tipos de frisos com características específicas.